# 언트 메리
언트 메리는 1969년 결성된 노르웨이의 프로그레시브 록 밴드이다.

## 개요
그들은 블루스가 가미된 프로그 곡인 "Jimi, Janis And Brian"이라는 곡을 히트시켰다. 물론 이것은 요절한 그들을 추모하는 곡이었다.
덴마크 폴리도어와 계약한 이들은 석장의 앨범을 내고 해산하였다. 이후 각자 솔로활동을 이어가며 종종 라이브를 함께하곤 했다. 보컬인 얀 그로쓰는 2014년 암으로 사망했다.

## 음반 목록
- Aunt Mary (Polydor, 1970) gjeve ut på ny i 1974 på Karussell som Whispering Farewell
- Loaded (Philips, 1972)
- Janus (Vertigo, 1973)
  - Live Reunion (Philips, 1981) livealbum
- Bluesprints (Sonet, 1992)
- The Things We Stood For (2007)
  - Barbed Wire Waves (Pan, 2009) radiokonsert 1971